# Marco Antônio de Almeida Ferreira
Marco Antônio de Almeida Ferreira (* 20. Dezember 1965), auch bekannt als Marcão, ist ein ehemaliger brasilianischer Fußballspieler.

## Karriere
Marcão begann seine Karriere 1985 beim Erstligisten Athletico Paranaense. 1988 wechselte er zu Guarani FC. 1989 wechselte er zum Zweitligisten Santa Cruz FC. Danach spielte er bei Mogi Mirim EC. Von 1993 bis 1996 war er beim Erstligisten Paraná Clube unter Vertrag. 1997 unterschrieb er einen Vertrag bei SC Internacional. 1997 wurde er mit dem Verein Tabellendritter der Campeonato Brasileiro Série A. 1998 wurde er an den japanischen Erstligisten Kashiwa Reysol ausgeliehen. Danach spielte er bei AA Internacional (Limeira) und Athletico Paranaense. 1999 beendete er seine Karriere als Fußballspieler.